# Propaganda wyborcza
Propaganda wyborcza – jedna z form oddziaływania na wyborcę, mająca na celu ukształtowanie u niego określonych poglądów politycznych oraz pozyskanie jak najszerszego grona zwolenników dla promowanego kandydata.
Instytut Analiz Propagandy Uniwersytetu Columbia w Stanach Zjednoczonych opracował w latach trzydziestych dwudziestego wieku listę siedmiu zabiegów propagandowych najczęściej stosowanych w przedwyborczej rywalizacji. Są to:
- Dołączanie epitetów – w celu wywołania u odbiorcy uczucia nienawiści, uprzedzenia lub strachu, bez obiektywnej oceny, tylko na zasadzie skojarzeń
- Piękne ogólniki – mają na celu ukrycie istoty zjawiska bądź jej zafałszowanie
- Ludowość – jest chwytem "pod publiczkę" mającym przedstawić wyborcom polityka jako prostego, przeciętnego człowieka
- Powoływanie się na autorytety – powoływanie się na osoby cieszące się prestiżem w danej społeczności w celu przenoszenia ich autorytetu na inne osoby
- Aksjomatyczność dowodów – bezkrytyczne przyjęcie całkowicie lub częściowo nieprawdziwych informacji i ocen podanych w formie pewniaka, który nie wymaga dowodu i nie podlega krytyce, ale dany jest do wierzenia.
- Owczy pęd – chwyt polegający na forsowaniu na ogół fałszywej tezy, że wszyscy członkowie danej zbiorowości (np. całe społeczeństwo) akceptują dany program polityczny dlatego każdy wyborca musi się z nimi zgodzić.
- Tasowanie kart – chwyt związany z odpowiednim doborem i interpretacją argumentów według propagandowego zamysłu nadawcy. Ma on na celu wywołać u odbiorcy przekazu poparcie (dla jego autora) lub sprzeciw (dla przeciwnika politycznego) poprzez operowanie na przemian prawdziwymi i fałszywymi danymi statystycznymi, informacją i dezinformacją itp.